# 吕健
吕健（1969年6月—），中华人民共和国外交官，曾任中华人民共和国驻泰王国特命全权大使，现任中华人民共和国驻阿曼苏丹国特命全权大使。

## 生平
1993年，进入中华人民共和国外交部工作，先后在外交部西亚北非司、驻以色列大使馆、驻美国大使馆任职。2005年，任外交部办公厅参赞。2008年，任驻泰国大使馆参赞，后升任公使衔参赞。2011年，任外交部西亚北非司参赞，后升任副司长。2013年，任国务院办公厅副司级官员，后升司级官员。2016年，任外交部司级官员。2017年8月，出任中华人民共和国驻泰国大使。2020年1月，自驻泰国大使离任，后任外交部大使。2024年12月，出任中华人民共和国驻阿曼大使。

## 家庭
已婚，有一子。